# Kriczim (gmina)
Kriczim (bułg. Община Кричим) – gmina w środkowej Bułgarii, w obwodzie Płowdiw.

## Miejscowości
W skład gminy Kriczim wchodzi tylko jedna miejscowość – miasto Kriczim (bułg. Кричим).